# Hauville
Hauville – miejscowość i gmina we Francji, w regionie Normandia, w departamencie Eure.
Według danych na rok 1990 gminę zamieszkiwało 1051 osób, a gęstość zaludnienia wynosiła 72 osoby/km² (wśród 1421 gmin Górnej Normandii Hauville plasuje się na 218. miejscu pod względem liczby ludności, natomiast pod względem powierzchni na miejscu 153).